# Pete Dawkins
Peter Miller Dawkins (Royal Oakland, 8 de marzo de 1938) es un ejecutivo de negocios estadounidense y exjugador de fútbol americano universitario, oficial militar y candidato político. Dawkins asistió a la Academia Militar de los Estados Unidos, donde jugó como halfback en el equipo de fútbol Army Cadets de 1956 a 1958. En su último año en 1958 ganó el Trofeo Heisman, el Premio Maxwell, y fue seleccionado para el equipo ideal de fútbol americano universitario de ese año. Después de graduarse en la Academia Militar en 1959, estudió en la Universidad de Oxford como becario Rhodes. Dawkins sirvió como oficial en el ejército de los Estados Unidos hasta que se retiró en 1983 con el rango de general de brigada. Fue candidato republicano al Senado de los Estados Unidos en 1988. Dawkins ha ocupado cargos ejecutivos en Lehman Brothers, Bain & Company, Primerica y Citigroup.

## Primeros años, educación y carrera deportiva
A los 11 años, fue tratado con éxito de poliomielitis con fisioterapia agresiva. Después de obtener una beca, Dawkins ingresó a la escuela Cranbrook de Bloomfield Hills, Míchigan. Allí fue un quaterback durante toda la liga y capitán del equipo de béisbol. Se graduó en Cranbrook en 1955.
Aceptado por la Universidad de Yale, Dawkins optó por asistir a la Academia Militar de los Estados Unidos en West Point. Obtuvo altos honores, sirviendo como Primer Capitán, presidente de su clase, capitán del equipo de fútbol y un «Hombre Estrella» en el cinco por ciento superior de su clase académicamente. Un cadete se considera sobresaliente si alcanza uno de estos puestos. Dawkins fue el único cadete en la historia en sostener los cuatro honores a la vez. Apareció en Life Magazine y Reader's Digest. Incluso antes de su graduación, muchos predijeron que sería general y tal vez incluso Jefe de Estado Mayor del Ejército. Jugando como halfback para el entrenador en jefe de fútbol americano, Earl Blaik, Dawkins ganó el Trofeo Heisman y el Premio Maxwell y fue seleccionado para el equipo ideal de fútbol americano universitario en 1958. Dawkins también fue capitán asistente del equipo de hockey. En Oxford, ganó tres Azules en rugby a 15 y se le atribuye la popularización del lanzamiento por encima del brazo (originalmente llamado «pase de torpedo yankee») al lineout.
Dawkins se graduó con una licenciatura en Ciencias en la Academia Militar en 1959 con una muy alta posición en la clase, y recibió una beca Rhodes. Obtuvo una licenciatura en el Brasenose College de Oxford en 1962  en Filosofía, Política y Economía (promovido a una maestría en 1968) y luego obtuvo una maestría en Asuntos Públicos en 1970 y un doctorado en 1977 de Woodrow Wilson School of Public and International Affairs de la Universidad de Princeton con la disertación El Ejército de los Estados Unidos y la «otra» guerra en Vietnam: un estudio de la complejidad de la implementación del cambio organizacional.

## Carrera militar

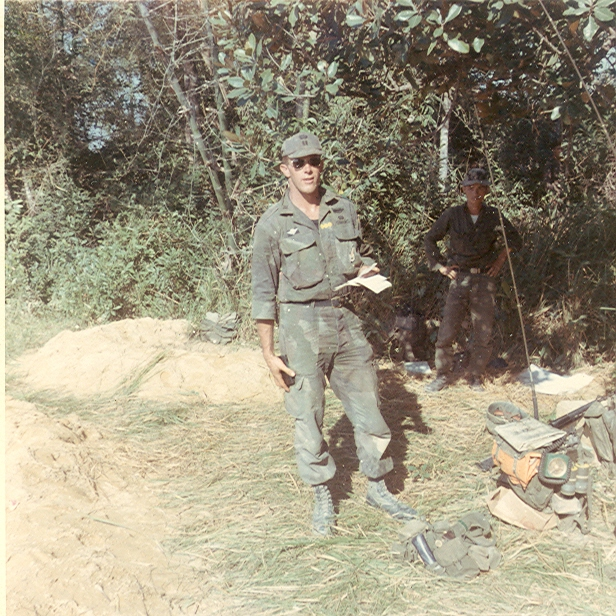
El capitán Pete Dawkins en Vietnam, marzo de 1966.

Después de ser comisionado de la Academia y completar su mandato como becario de Rhodes, Dawkins terminó su formación en la escuela de infantería y la escuela de rangers antes de ser destinado al servicio en la 82.ª División Aerotransportada. Recibió dos Estrellas de Bronce al valor por su servicio en Vietnam y ocupó el mando en la 7.ª División de Infantería y la 101.ª División Aeroptransportada. De 1971 a 1972, Dawkins, mientras era teniente coronel, fue comandante del 1.º Batallón, 23.º Regimiento, 2.ª División de Infantería en Camp Hovey, Corea. Además de ser instructor en la academia, fue becario de la Casa Blanca en los años 1973–74. Durante ese tiempo, fue elegido para colaborar en un grupo de trabajo encargado de convertir al Ejército de los Estados Unidos en una fuerza totalmente voluntaria. A mediados de la década de 1970, el coronel Dawkins fue comandante de brigada de la 3.ª Brigada («Brigada Dorada») de la 82.ª División Aerotransportada en Fort Bragg, Carolina del Norte, que incluía al 1.º y 2.º batallones del 503.º Regimiento y al 3.º batallón del 187.º regimiento. A finales de la década de 1970 fue comandante de la 3.ª Brigada («Brigada de Águles de Guerra», que incluía los batallones de Infantería 1/503, 2/503 y 3/187) de la 101.ª División Aerotransportada (Asalto Aéreo) en Fort Campbell con el rango de coronel. Después de servir como comandante de brigada, se convirtió en Jefe de Estado Mayor de la 101.ª División Aerotransportada y posteriormente fue ascendido a general de brigada. En 1966, Dawkins apareció vestido de uniforme en la portada de la revista Life y participó en un segmento de la serie de películas «Big Picture» del Ejército de los Estados Unidos titulado «A Nation Builds Under Fire» [«Una nación construida bajo el fuego»]. Este fue un breve documental que repasa el progreso de los Estados Unidos en Vietnam del Sur, narrado por el actor John Wayne.

## Carrera empresarial
Al concluir su carrera de 24 años en el Ejército, Dawkins se retiró con el rango de general de brigada en 1983. Después de su retiro del ejército, Dawkins asumió un puesto como socio en la firma Citigroup de Wall Street, luego se convirtió en vicepresidente de Bain & Company. En 1991, pasó a ser presidente y director ejecutivo de Primerica, una empresa de seguros y servicios financieros con sede en los Estados Unidos. Dawkins fue socio sénior de Flintlock Capital Asset Management y actualmente es asesor sénior de Virtu Financial.

## Carrera política
En 1988, estableció su residencia en Rumson, Nueva Jersey, como parte de un desafío fallido contra el senador de los Estados Unidos Frank Lautenberg por su escaño en el Senado de los Estados Unidos por Nueva Jersey. La carrera por la elección destacó por el tono negativo mantenido por ambos lados y la crítica de Lautenberg a la falta de raíces de Dawkins en el estado. Dawkins perdió por un margen de ocho puntos.

### Historial electoral
- 1988 Carrera por el Senado de los Estados Unidos
  - Frank Lautenberg (Partido Demócrata) (inc.), 54%
  - Pete Dawkins (Partido Republicano), 46%